# Joshua Michael Stern
Pour les articles homonymes, voir Stern.
Joshua Michael Stern est un réalisateur et scénariste américain.

## Filmographie

### Comme réalisateur
- 2005 : Neverwas
- 2008 : Swing Vote : La Voix du cœur
- 2013 : Jobs

### Comme scénariste
- 1996 : Amityville : La Maison de poupées
- 2007 : The Contractor